# 69 식스티 나인
《69 식스티 나인》(69, 69 Sixty Nine)은 일본에서 제작된 이상일 감독의 2004년 드라마, 코미디 영화이다. 무라카미 류의 소설 69을 각색한 영화이다. 츠마부키 사토시 등이 주연으로 출연하였고 콘도 마사타케 등이 제작에 참여하였다.

## 출연

### 주연
- 츠마부키 사토시
- 안도 마사노부

### 조연
- 카나이 유타
- 미즈카와 아사미
- 오타 리나
- 미츠야 요코
- 아라이 히로후미
- 하라 히데코
- 키시베 이토쿠
- 쿠니무라 준
- 시바타 쿄헤이

## 기타
- 원작자: 무라카미 류
- 미술: 타네다 요헤이